# Nicov

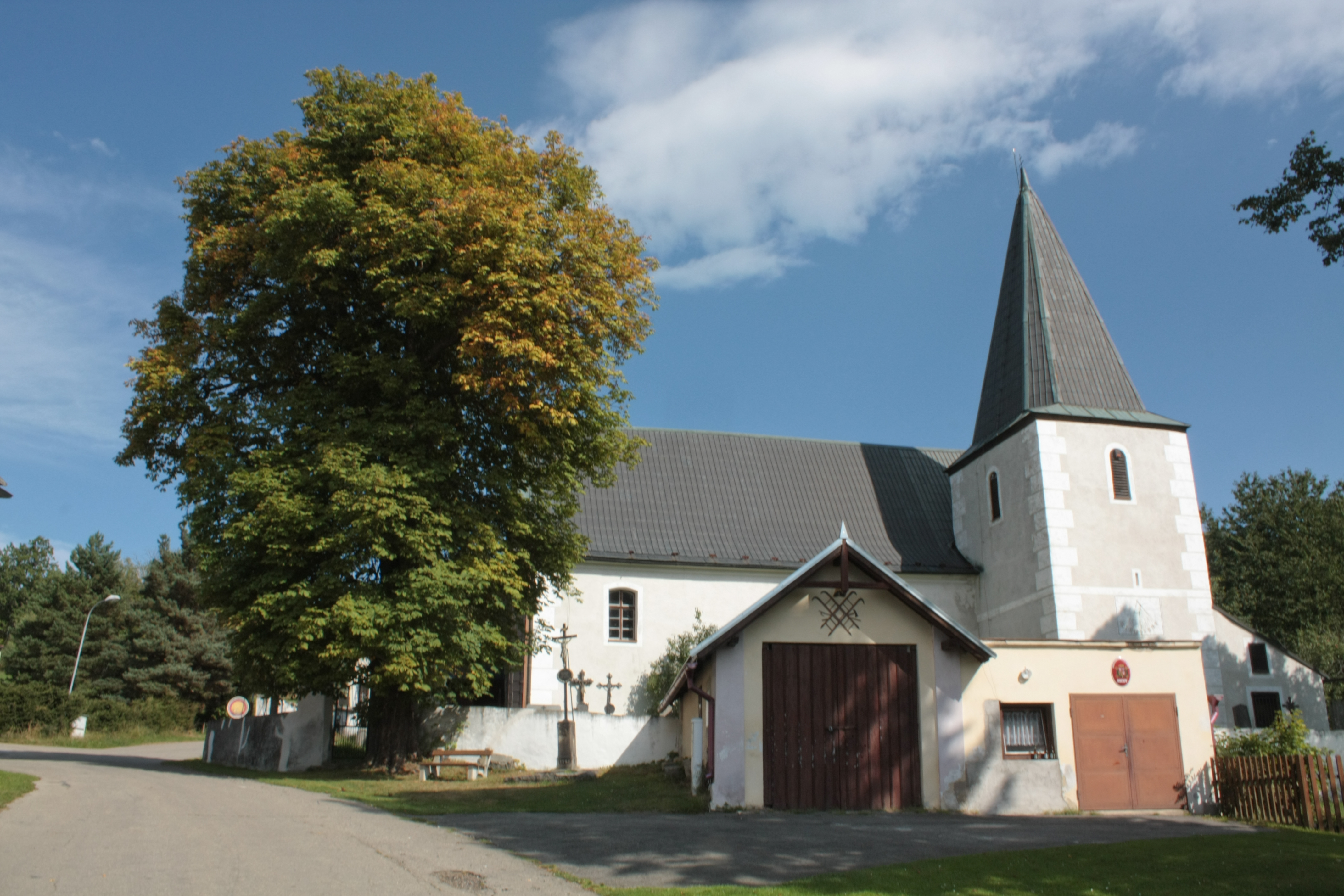
Kirche des hl. Martin

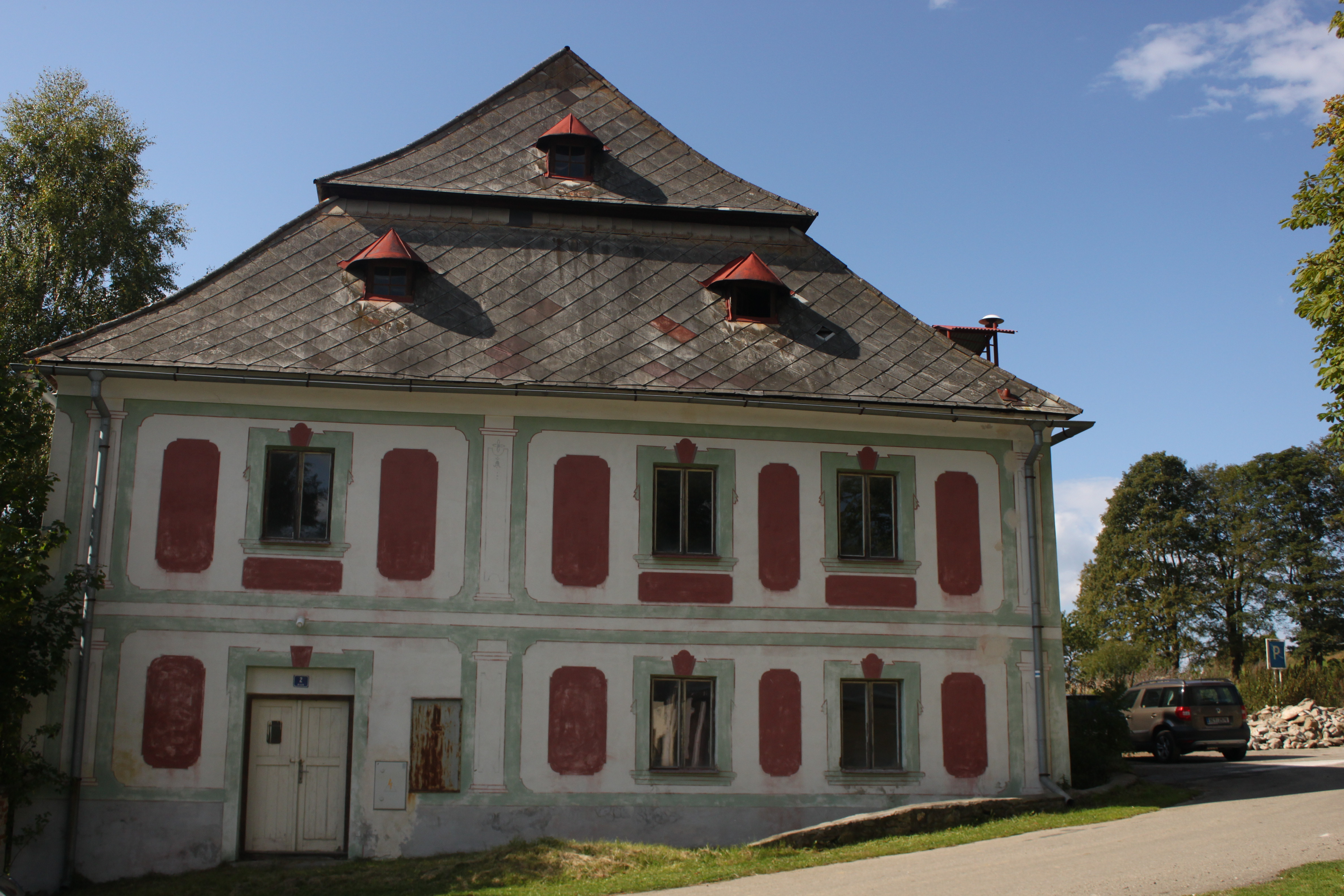
Barockes Pfarrhaus

Nicov (deutsch Nitzau) ist eine Gemeinde in Tschechien. Sie liegt 13 Kilometer südöstlich von Sušice und gehört zum Okres Prachatice.

## Geographie
Nicov befindet sich auf einer Wasserscheide am Fuße des Královský kámen (Königsstein, 1058 m) im östlichen Teil des Böhmerwaldes. In Nicov entspringen der nach Westen fließende Zlatý potok (Goldbach) und der in die Gegenrichtung verlaufende Horský potok. Nordöstlich erhebt sich der Javorník (Ahornberg, 1065 m), im Süden die Popelná hora (Aschenberg, 1095 m) und der Valy (1010 m). Durch den Ort führt die Straße II/145 zwischen Stachy und Kašperské Hory.
Nachbarorte sind Pohorsko im Norden, Javorník im Nordosten, Šebestov und Úbislav im Osten, Chalupy, Jáchymov und Stachy im Südosten, Studenec im Süden, Popelná im Südwesten, Červená und Bajerov im Westen sowie Řetenice und Kašperské Hory im Nordwesten.

## Geschichte
Nicov wurde im 13. Jahrhundert an der Guldenen Straß auf dem Pass unterhalb des Königssteines gegründet und ist seit 1295 urkundlich nachweisbar. Besitzer des Ortes und der Kirche war zu dieser Zeit das Benediktinerkloster Insula. Der Name leitet sich vermutlich von „Nitzens Hof“ ab; „Nitz“ ist hierbei eine Verkleinerungsform von Niklaus. Seit 1365 war Nitzau Pfarrort. Nach der Zerstörung des Klosters durch die Hussiten wurde Nicov im Jahre 1420 der Burgherrschaft Karlsberg zugeschlagen. Während der Hussitenkriege erlosch auch die Pfarre, die Kirche kam als Filiale zur Pfarre Bergreichenstein. Im Zuge des Verkaufs der Herrschaft Karlsberg gelangte das Dorf 1584 an die Königsstadt Bergreichenstein. 1787 wurde in der Kirche wieder ein Lokalist eingesetzt.
Im Jahre 1838 bestand Nitzau aus 20 Häusern mit 171 Einwohnern. Unter städtischem Patronat standen die Schule und die Lokalkirche St. Martin, wobei letztere Relegionsfonds-Benefizium erhielt. Nitzau bildete den Pfarrort für Jettenitz, Millau, Brunn- und Stüberhäuser, Reckerberg, Pflanzkermühle (Planský Mlýn), Baierhof (Bajerov), Ranklau (Ranklov) und einen Teil des Waldhwodzer Gerichtes Stachau. Bis zur Mitte des 19. Jahrhunderts blieb Nitzau zum Dominium Bergreichenstein untertänig.
Nach der Aufhebung der Patrimonialherrschaften bildete Nitzau / Nicov ab 1850 mit den Ortsteilen Höllenhof, Brunn, Reckerberg und Millau eine Gemeinde im Gerichtsbezirk Bergreichenstein. Ab 1868 gehörte Nitzau zum Bezirk Schüttenhofen. Im Jahr 1910 bestand der Ort Nitzau aus 27 Häusern mit 218 überwiegend deutschsprachigen Einwohnern. 1930 lebten in der Gemeinde 797 Menschen. 1938 fiel Nitzau durch das Münchner Abkommen an das Deutsche Reich und gehörte bis 1945 zum Landkreis Bergreichenstein. Im Jahre 1939 hatte die Gemeinde 894 Einwohner. Nach dem Zweiten Weltkrieg wurden die mehrheitlich deutschsprachigen Einwohner von Nitzau vertrieben. Ihr Vermögen durch das Beneš-Dekret Nr. 108 konfisziert und die katholische Ortskirche in der Tschechoslowakei enteignet. 1949 wurde die Gemeinde dem neugebildeten Okres Vimperk zugeordnet. Im Zuge der Gebietsreform von 1960 kam Nicov zum Okres Prachatice und wurde nach Stachy eingemeindet. Seit dem 1. Januar 1993 besteht die Gemeinde Nicov wieder.

## Gemeindegliederung
Die Gemeinde Nicov besteht aus den Ortsteilen Nicov (Nitzau), Řetenice (Jettenitz), Popelná (Reckerberg) und Studenec (Brunn). Grundsiedlungseinheiten sind Mílov (Millau), Nicov, Popelná, Řetenice und Studenec. Zu Nicov gehören außerdem die Einschichten Frejd (Freid), Kačerov, Peklo (Höllhof), Plánský Mlýn (Plansker Mühle) und Ždánov (Zosumer Heger).
Das Gemeindegebiet gliedert sich in die Katastralbezirke Milov, Nicov, Řetenice u Stach und Studenec u Stach.

## Sehenswürdigkeiten
- Die Kirche St. Martin, erbaut in der zweiten Hälfte des 13. Jahrhunderts, ist das höchstgelegene romanische Gotteshaus in Tschechien
- Friedhof mit geschmiedeten Grabkreuzen
- Hahnenkreuz – ein 5 m hohes, mit Blech verziertes Kreuz, das die Werkzeuge der Marterung Christi darstellt. Auf seiner Spitze befindet sich eine Uhr, deren Zeiger drei Uhr anzeigen; auf ihr sitzt ein Hahn. Das Kreuz spielt damit auf die Verleugnung Jesu durch Petrus an. Das Original aus dem Jahr 1890 wurde 1960 von Vandalen zerstört, das heutige Kreuz ist eine Kopie.
- Bei Popelná befinden sich in 1005 m Höhe die Reste der keltischen Burgstätte Obří hrad (Riesenschloss), die gleichfalls die höchstgelegene ihrer Art in Tschechien ist

## Söhne und Töchter der Gemeinde
- Karl Winter (1908–1977), deutscher Schriftsteller